# Abant Gölü
Der Abant Gölü („Abant-See“) liegt 34 Kilometer südwestlich der türkischen Stadt Bolu.
Der Abdämmungssee befindet sich in einem von Fichten und Kiefern gesäumten Naturpark. Die Höhe über dem Meeresspiegel beträgt 1350 Meter. Die Fläche beträgt 125 Hektar und die tiefste Stelle ist 18 Meter. In dem Wasser leben Forellen, die in der Literatur als Salmo trutta abanticus erwähnt werden. Der See speist sich aus einigen Quellen, von 2–3 einfließenden Bächen und vor allem von Schmelzwasser und Niederschlägen. Im Umfeld des Sees haben sich Hotel- und Restaurantanlagen niedergelassen.